# 생생 클래식
《생생 클래식》은 KBS 클래식FM(전국, 수도권 기준 FM 93.1MHz)에서 매일 낮 12시부터 오후 2시까지 방송 중인 클래식 전문 프로그램이다. 단, 이 프로그램은 모두 전국방송이다.

## 프로그램 정보
- 연출 - 정혜진
- 작가 - 장유림
- 진행 - 김진현 (2024.3.4 ~ 현재)

## 코너

### 매일 코너
- 환기할 시간입니다!

### 평일 코너
- 당신은 (이미) 클래식을 알고 있다 (월)
- 이 음악을 모십니다, 점심마당! (화, 수)
- 사史적인 인물퀴즈 (목)
- 클래식 처방전 (금)

### 주말 코너
- 주간 생클 (토, 일)

## 시그널
- W. Mozart의 디베르티멘토 KV.15a
  - 네빌 마리너(Neville Marriner)가 지휘하는 아카데미 오브 세인트 마틴 인 더 필즈(Academy of St.Martin in the Fields)의 연주